# Holy Apostles College and Seminary
La Holy Apostles College and Seminary è un'università privata di indirizzo cattolico con sede a Cromwell, nello stato americano del Connecticut.
Il college fu fondata nel 1956 dal francescano canadese Eusèbe Ménard come seminario per la preparazione al sacerdozio dei suoi missionari dei Santi Apostoli. Iniziò ad ammettere ai corsi laici e donne nel 1972.